# 洪家滋
洪家滋（1862年—1941年），字務臣，號莳圃，浙江鄞縣人。清朝政治人物、進士出身。
光緒九年（1883年），登癸未科第二甲進士；同年五月，改翰林院庶吉士，光緒十五年四月，散館，俱著以部属用，改戶部主事。善書法。